# ホーハイホー
「ホーハイホー」は、1999年6月・7月に、NHKの音楽番組『みんなのうた』で放送された楽曲。作詞・作曲：後藤悦治郎、編曲：今出哲也、歌：紙ふうせん。